# 布里奇顿
布里奇顿（英語：Bridgetown）位于加勒比海東部沿岸的聖麥可教區，是巴貝多的首都和最大的城市，人口約110,000人，風景優美，氣候宜人。布里奇顿有时在当地被称为“城市”，但最常见的稱呼就是简单的“鎮”。
布里奇顿港建在卡莱尔湾沿岸（在13.106°N59.632°W），位于巴貝多島的西南部。大布里奇顿区域（大致位於環狀道路或称ABC高速路以內）與基督城教區以及聖詹姆斯教區毗鄰。布里奇顿国际机场位于布里奇顿市中心东南16公里（9.9英里）處，每日有航班往返英国，美国，加拿大和加勒比海地区的其它城市。布里奇顿並沒有固定的市政府，而是作為國民議會中的一個選區，由議會直接管理。在20世纪50年代-60年代的西印度群島聯邦中，布里奇顿是联邦首都区（事實上的）内的三个城市之一。
布里奇顿由英國殖民者於1628年建造。現在的布里奇顿是西印度群岛中一个主要的旅游目的地，而且是加勒比地区的一个重要的金融，信息，会展中心和邮轮港口。2011年6月25日，布里奇顿及其军事要塞被联合国教科文组织确定为世界遗产。

## 历史
虽然该岛在英国人登陆时是一座无人居住的荒島，但在岛上還是有一些原住民生活過的痕迹，例如在布里奇顿的中心的加林內治（Careenage）区沼泽上的一座原始桥梁。有人認為此橋樑是由加勒比海地區的原住民阿拉瓦克人所建造。發現此橋後，英国殖民者开始稱现在的布里奇顿地区為“印第安橋”。人们普遍认为，在另一群原住民加利那格斯人（Kalinagos）入侵巴貝多後，阿拉瓦克人被迫遷到鄰近的圣卢西亚島。1654年，英國人在原橋樑附近建造了一座新的桥梁，將该地区改稱為圣迈克尔镇，后来又改為現在的布里奇顿。
布里奇顿是乔治·华盛顿在現在的美国領土之外訪問過的唯一城市（他在那里住過的房子現在已作為乔治·华盛顿故居，包括在世界遺產布里奇顿及其军事要塞之內）。华盛顿有兩名祖輩是岛上的早期殖民者，而他们的祖母來自英格兰北安普敦郡的苏尔格雷夫。2011年，布里奇顿历史建筑保护区被联合国教科文组织确认为世界遗产。

### 早期殖民地
1628年7月5日，布里奇顿成为英国殖民地。由查爾斯·沃爾夫斯通（Charles Wolverstone）帶領64名殖民者來到这片由卡莱尔伯爵自稱擁有的土地，而他們則是被以马默杜克罗顿爵士为首的伦敦商人派遣過來的。這批人同卡莱尔伯爵簽署了10000亩（40平方公里）土地的租约，最終每个定居者則分到100英亩（0.40平方公里）土地。但是到了1631年，很多土地落到了新总督亨利·霍利的手中。由於有消息稱这个总督有不诚实的行为，导致他于1639年被逮捕并引渡回英国。但在1640年經委员会調查后，发现大部份土地交易是合法的，而且这些土地（包括镇址）正式上归属于卡莱尔伯爵。

### 城市邊界
布里奇顿最早的边界是依據一部于1660年4月4日通过的“關於防止海港城鎮發生火災等災害的”法案所設定的。其南界为加林內治河，而西界則是將圣迈克尔（现在的圣玛丽）教會墓地的西界一直向南延伸至海。但由於这个镇的其他邊界線包括一些私有地，所以其位置難以确定。直到1822年，政府才正式規定邊界的位置。

### 由鎮升市
从1800年直到1885年，布里奇顿一直是英屬向风群岛的政府機關所在地。在此期间，驻巴巴多斯总督同時兼任向风群岛的行政長官。1885年巴巴多斯政府从向风群島聯邦正式退出後，向風群島的政府機關从布里奇顿迁至格瑞那達的圣乔治。
1925年12月，一個委员会对国王陳情，以求在當地成立地方政府，但直到1958年时，該法案才在巴巴多斯通过。
1960年9月20日，英國紋章院授予該市市章。市章由已故的内维尔·康奈尔（Neville Connell）設計，他曾經擔任過巴巴多斯博物馆館長，历史学会會長以及該學會的榮譽顧問。
但是，布里奇顿市政府的立市时间很短。1967年4月，当地取消议会制度，由临时专员取代地方政府，布里奇顿的市政府因此不复存在，但其记录和當時所使用的一些器具則依舊分別存放在档案馆、
巴巴多斯博物馆以及历史学会中。現今，布里奇顿以及周围地區組成的选区由巴巴多斯國民议会直接管理。

## 地理

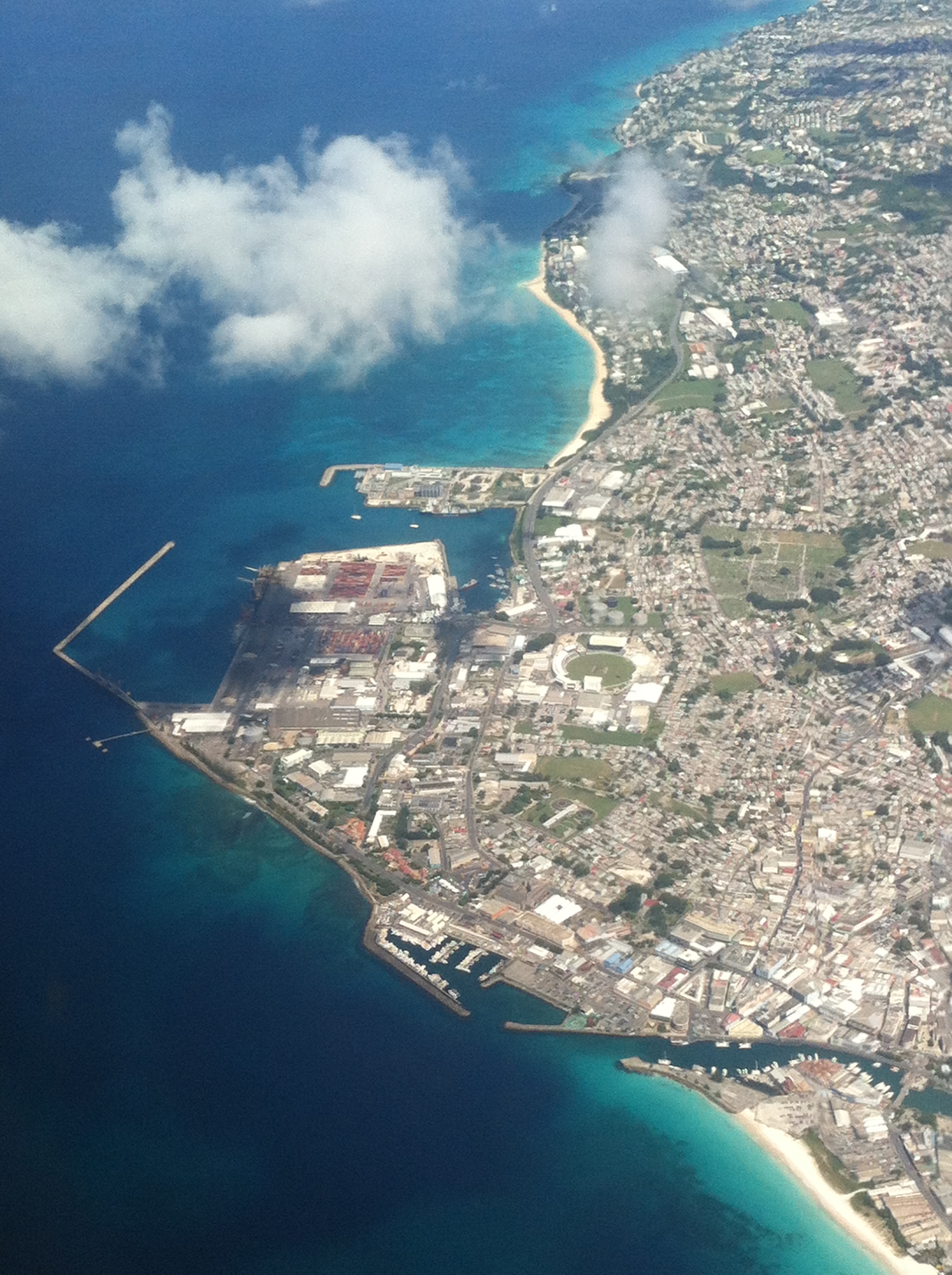
布里奇顿的卫星图片

大布里奇顿占据了圣迈克尔教区的大部分，占地面积约39平方公里（15平方英里）。该中心最初是一片沼泽，爾後在城市的早期發展過程中，沼澤地逐漸被干拓和填湖造陸。
市中心有加林內治河或稱立憲河流過，該河流水流較淺，將布里奇顿分成两個部分，河上有中型帆船以及舢舨往來兩岸。雨季时，該河流亦作为岛内的洩洪道和主要排水通道。加林內治河的入海口位於島嶼西南部卡莱尔湾。另外該河流在巴巴多斯國民議會前有一處較大的河流碼頭。

## 气候
布里奇顿屬於热带干湿气候區，一年四季的温度相对恒定。虽然很热，但由於受信风影响，一般來說布里奇顿的天气比巴巴多斯的其他地區更為涼爽。極端最高气温35 °C（95 °F），極端最低气温16°C（60.8 °F）。布里奇顿特点是干湿季节分明，雨季相对較长而旱季相对短暂。雨季从六月持續到一月，而剩余的几个月則為旱季。
| 布里奇顿 (1981–2010)                       | 布里奇顿 (1981–2010) | 布里奇顿 (1981–2010) | 布里奇顿 (1981–2010) | 布里奇顿 (1981–2010) | 布里奇顿 (1981–2010) | 布里奇顿 (1981–2010) | 布里奇顿 (1981–2010) | 布里奇顿 (1981–2010) | 布里奇顿 (1981–2010) | 布里奇顿 (1981–2010) | 布里奇顿 (1981–2010) | 布里奇顿 (1981–2010) | 布里奇顿 (1981–2010) |
| 月份                                       | 1月                  | 2月                  | 3月                  | 4月                  | 5月                  | 6月                  | 7月                  | 8月                  | 9月                  | 10月                 | 11月                 | 12月                 | 全年                 |
| ------------------------------------------ | -------------------- | -------------------- | -------------------- | -------------------- | -------------------- | -------------------- | -------------------- | -------------------- | -------------------- | -------------------- | -------------------- | -------------------- | -------------------- |
| 历史最高温 °C（°F）                        | 31 (88)              | 31 (88)              | 32 (90)              | 32 (90)              | 33 (91)              | 32 (90)              | 32 (90)              | 35 (95)              | 33 (91)              | 33 (91)              | 32 (90)              | 31 (88)              | 35 (95)              |
| 平均高温 °C（°F）                          | 28.8 (83.8)          | 29.0 (84.2)          | 29.5 (85.1)          | 30.0 (86.0)          | 30.5 (86.9)          | 30.5 (86.9)          | 30.4 (86.7)          | 30.6 (87.1)          | 30.6 (87.1)          | 30.4 (86.7)          | 30.0 (86.0)          | 29.3 (84.7)          | 30.0 (86.0)          |
| 日均气温 °C（°F）                          | 25.8 (78.4)          | 25.7 (78.3)          | 26.2 (79.2)          | 26.8 (80.2)          | 27.6 (81.7)          | 27.7 (81.9)          | 27.6 (81.7)          | 27.8 (82.0)          | 27.7 (81.9)          | 27.5 (81.5)          | 27.0 (80.6)          | 26.4 (79.5)          | 27.0 (80.6)          |
| 平均低温 °C（°F）                          | 22.9 (73.2)          | 22.8 (73.0)          | 23.2 (73.8)          | 24.1 (75.4)          | 24.9 (76.8)          | 25.1 (77.2)          | 24.9 (76.8)          | 24.7 (76.5)          | 24.6 (76.3)          | 24.5 (76.1)          | 24.2 (75.6)          | 23.6 (74.5)          | 24.1 (75.4)          |
| 历史最低温 °C（°F）                        | 16 (61)              | 16 (61)              | 17 (63)              | 18 (64)              | 19 (66)              | 19 (66)              | 20 (68)              | 21 (70)              | 19 (66)              | 19 (66)              | 19 (66)              | 19 (66)              | 16 (61)              |
| 平均降雨量 mm（）                          | 70.1 (2.76)          | 41.3 (1.63)          | 37.4 (1.47)          | 60.8 (2.39)          | 79.0 (3.11)          | 103.0 (4.06)         | 132.9 (5.23)         | 141.9 (5.59)         | 157.6 (6.20)         | 185.1 (7.29)         | 171.6 (6.76)         | 89.6 (3.53)          | 1,270.3 (50.01)      |
| 平均降雨天数                               | 11                   | 8                    | 8                    | 8                    | 8                    | 11                   | 15                   | 15                   | 14                   | 16                   | 14                   | 12                   | 140                  |
| 平均相對濕度（％）                         | 77                   | 77                   | 75                   | 77                   | 78                   | 80                   | 81                   | 81                   | 81                   | 82                   | 83                   | 79                   | 79                   |
| 月均日照時數                               | 258.85               | 249.45               | 272.80               | 259.80               | 262.88               | 225.00               | 251.41               | 263.19               | 230.40               | 233.74               | 228.00               | 257.92               | 2,993.44             |
| 来源1：Barbados Meteorological Services    |                      |                      |                      |                      |                      |                      |                      |                      |                      |                      |                      |                      |                      |
| 来源2：BBC Weather (record highs and lows) |                      |                      |                      |                      |                      |                      |                      |                      |                      |                      |                      |                      |                      |

## 外部連結
- World Heritage Sites in Barbados, UNESCO
- Barbados' UNESCO World Heritage application （页面存档备份，存于）
- Historical info of Bridgetown – Barbados postal service
- Deep Water Harbour Port （页面存档备份，存于）
- Bridgetown Cruise Terminals （页面存档备份，存于）
- Map overview of Bridgetown （页面存档备份，存于）
- Aerial view over Bridgetown's centre （页面存档备份，存于）
- Detailed map of Bridgetown （页面存档备份，存于）
- Map showing area designated as Historic Bridgetown and the Garrison （页面存档备份，存于）, UNESCO
- The Tramways of Bridgetown, Barbados （页面存档备份，存于）
- The Importance of Bridgetown in the New world （页面存档备份，存于） – The UNESCO World Heritage Centre website
- Historic Bridgetown and Its Garrison的Facebook專頁